# СМ-3 (винтовка)
СМ-3 — однозарядная малокалиберная стандартная винтовка производства Ижевского машиностроительного завода. Представляет собой существенную модификацию винтовки СМ-2. Специалистами относится к классу стандартных тренировочных винтовок для индивидуального пользования, предназначена для подготовки спортсменов-разрядников при выполнении упражнений на дистанциях боя 50 и 100 м. Обладает высокой кучностью боя и стабильностью параметров.
Для стрельбы применяются целевые или спортивно-охотничьи патроны кольцевого воспламенения .22 LR калибра 5,6 мм.

## Конструкция
Конструкционно основана на винтовке СМ-2. Основные изменения заключаются в:
- новом спусковом механизме,
- наличии унифицированного диоптрического прицела,
- улучшенной форме ложи оружия для создания более комфортных условий стрельбы,
- наличии затыльника с резиновой накладкой.